# Nouroog
Nouroog ist eine Jazzkomposition von Charles Mingus.

## Der Titel
Sue Graham Mingus, Charles Mingus’ Witwe, berichtete dem Jazzkritiker Nat Hentoff, dass Mingus das Musikstück einer Freundin Duke Ellingtons widmete. 1957 nahm seine Band das Stück erstmals auf dem Bethlehem Album A Modern Jazz Symposium Of Music And Poetry auf.
1962 nahm Mingus „Nouroog“ unter dem Titel „Duke’s Choice (Don’t Come Back)“ abermals im Town Hall Concert (erschienen 1962 bei United Artists) auf. Als „Noon Night“ wurde es auf dem Album The Next Generation Performs Charles Mingus - Brand New Compositions (Columbia/Sony, 1991) von Jack Walraths Mingus Dynasty erneut eingespielt.